# Роберт Чижевський
Роберт Марек Чижевський (пол. Robert Marek Czyżewski, нар. 18 червня 1966 у Варшаві) — польський громадський діяч, багаторічний голова фундації «Свобода і Демократія». Директор Польського Інституту у Києві — посаду директора у дипломатичній установі обійняв у липні 2020 року.
Багато років працював вчителем історії та вихователем для молоді.